# جون كولما
جون كولما (بالإسبانية: John Jairo Culma)‏ (17 مارس 1981 في كولومبيا - ) هو لاعب كرة قدم كولومبي في مركز الوسط. شارك مع منتخب كولومبيا تحت 20 سنة لكرة القدم ومنتخب كولومبيا لكرة القدم. أما مع النوادي، فقد لعب مع اتحاد أبناء سخنين وإنديبندينتي وكروز آزول ومكابي حيفا ونادي بريست وCruz Azul Hidalgo ‏ وBrujas F.C. ‏.

## وصلات خارجية
- جون كولما على موقع قاعدة بيانات كرة القدم.إي يو (الإنجليزية)
- جون كولما على موقع ناشيونال فوتبول تيمز (الإنجليزية)
- جون كولما على موقع Soccerway.com (الإنجليزية)
- جون كولما على موقع AS.com (الإسبانية)